# Tomopterna gallmanni
Tomopterna gallmanni es una especie de anfibio anuro de la familia Pyxicephalidae.

## Distribución geográfica
Esta especie es endémica de Kenia. 
Su localidad tipo es un estanque artificial de agua, Presa Ya Colin, en Ol Ari Nyiro, Condado de Laikipia, Kenia.

## Etimología
Esta especie lleva el nombre en honor a Kuki Gallmann.

## Publicación original
- Wasonga & Channing, 2013 : Identification of sand frogs (Anura: Pyxicephalidae: Tomopterna) from Kenya with the description of two new species. Zootaxa, n.º 3734 (2), p. 221–240.[4]